# المحداد (السدة)

تعديل مصدري - تعديل

المحداد محلة تابعة لقرية الدلاني، التابعة لعزلة بني الحارث بمديرية السدة إحدى مديريات محافظة إب في الجمهورية اليمنية.، بلغ تعداد سكانها 27 حسب تعداد اليمن لعام 2004.